# 水草

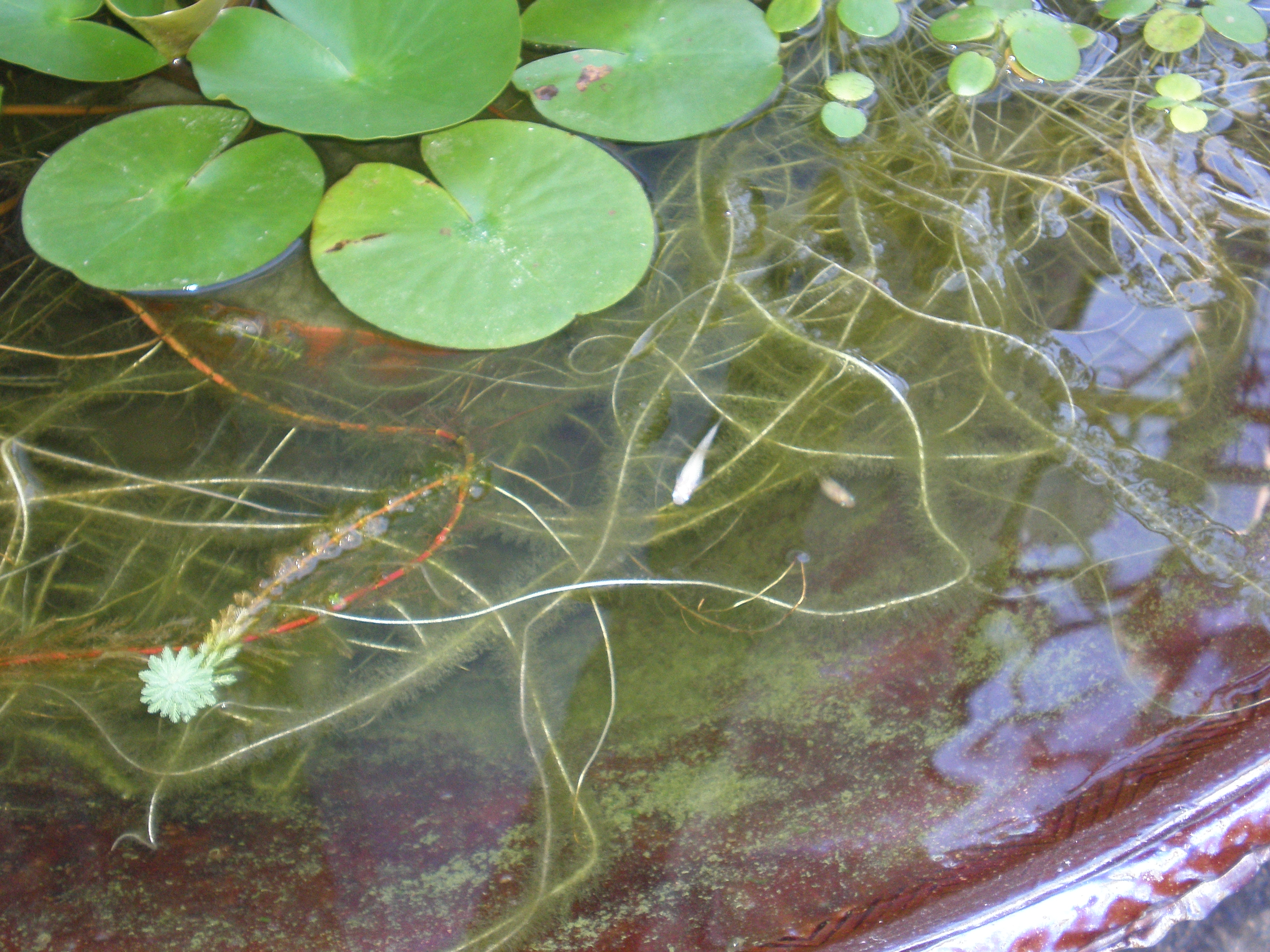
甕の中の水草とヒメダカ

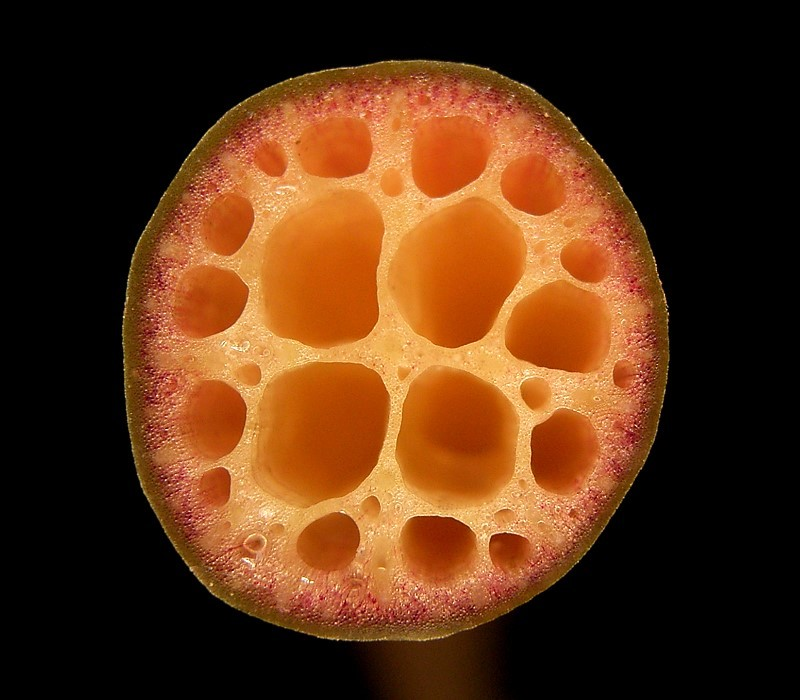
スイレン属の葉柄横断面。通気組織の穴が確認できる。

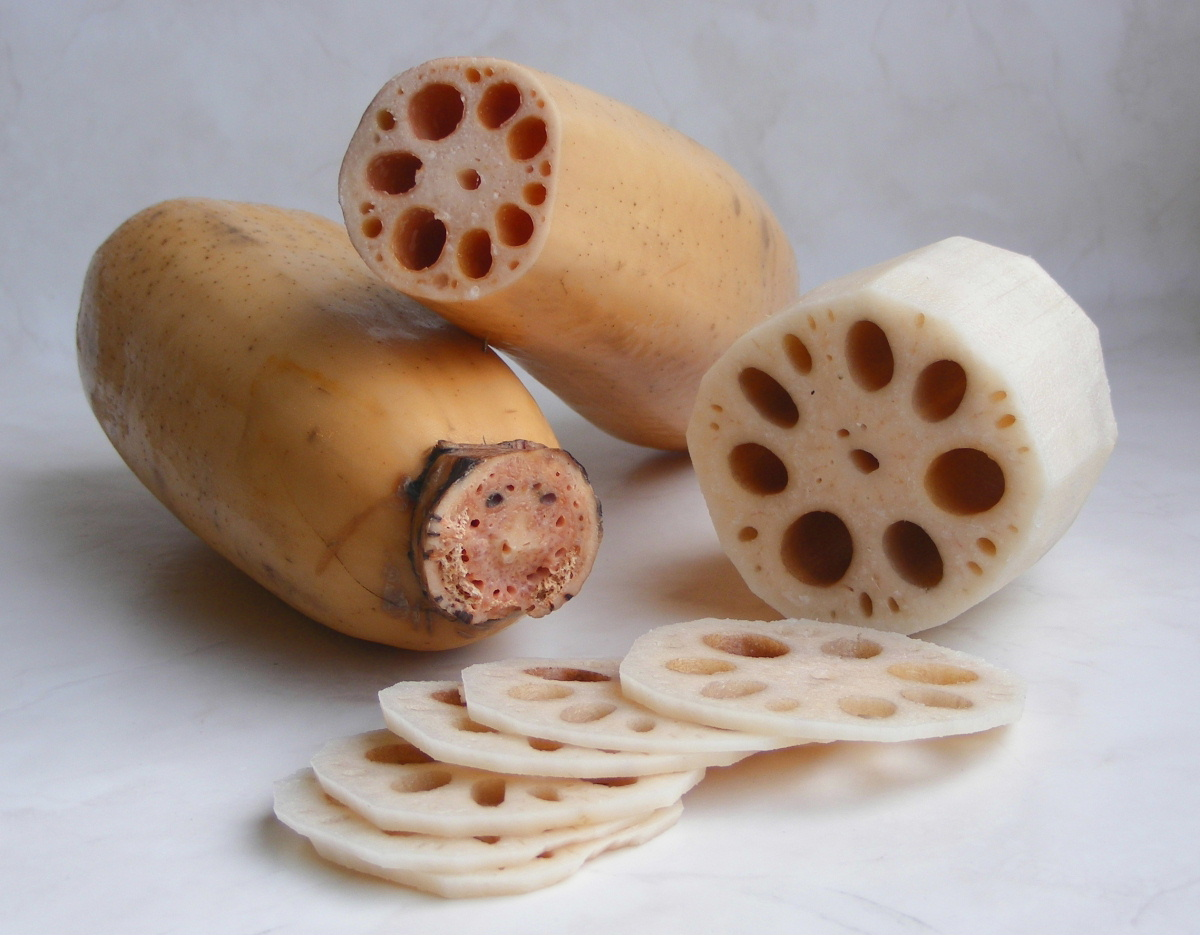
ハスの地下茎（レンコン）の通気組織の穴が確認できる。

水草（みずくさ、すいそう）とは、高等植物でありながら、二次的に水中生活をするようになった種の総称である。
維管束植物の被子植物、シダ植物の水生種が水草と呼ばれる場合が多いが、形態的な類似性から時にコケ植物や車軸藻類まで含んで水草と呼ばれる場合もある。
アクアリウムにおける水草水槽や、スイレンや蓮が庭園の池や泉水に植えられるなど、観賞用に広く親しまれてきた。

## 水草の特徴
高等植物は、本来は陸上生活に適応して進化したものなので、水中で生活する植物はそれほど多くない。この点ではコケ植物も同様である。水中生活をする種も多くは淡水産のもので、海産の種はさらに少ない。これは高等植物は淡水に適応した植物であるため、水中に適応する場合もまず淡水に始まり、海水は進化の最先端にあたるからである。海産の種は海草（かいそう、海藻ではない）と呼ばれる。
水中生活と言っても、完全に水中だけで生活するものは多くない。根元が水中に浸っているだけのものを湿地植物または湿生植物、根が水面下の地中にあり、茎や葉が水中から水面上に伸びるものを抽水植物(または挺水植物)、葉が水面に浮かんで、その表面が空気に触れているものを浮葉植物と言う。植物体が、完全に水中にあるものを沈水植物と言い、狭い意味ではこれを水草という場合もある。しかし、沈水生植物であっても、花は空気中で咲かせるものが多い。また、条件次第で空気中に葉を出すものもある。
水中では、水域が干上がるような場合を除いて水不足とは無縁でいられるので、乾燥への対応を迫られることの多い陸上に比べ、その点では有利である。また、浮力があるので体を支える必要もないため、水草の体は軟弱であるものが多い。また、乾燥した陸上に比べて急激な温度変化が少ない。他方、酸素と二酸化炭素の供給には恵まれない。特に、維管束植物では非同化組織が多く、酸素を供給してやらなければならない。そのため、茎の中は空気が通れるようになっているものも多い。レンコンの穴はその例である。種類によっては呼吸根といって、根の一部が地下から上に伸び、水中や水面に顔を出す。また、水は光をよく吸収するので、水中は陸上に比べ、はるかに光合成量が稼げない。したがって、多くの水中植物はできるだけ水面に顔を出すような適応をしている。水面に出た葉は水を被らないよう、表面に水を弾く仕組みがある。また、葉や茎に浮袋を形成して水面に浮くようになっているものもある。
湖沼に生育する水草には岸から沖に向かって、水深に対応した帯状分布が見られることがよくある。岸の水辺付近がなだらかであれば、湿地性の植物が生える。水が溜まる辺りから、次第に抽水性で背が高くなるものが生え、ある程度の深さまでを占有する。抽水性のものが入れない深さになると、水面を浮葉性の水草が占め、それらの隙間から沈水性の水草が顔を見せる。浮葉性の植物でも届かない深さでは、水草はほとんど見られないが、水底には車軸藻類の生育が見られる場合もある。車軸藻類も、水深による帯状分布を示すという。
なお、浮遊性の水草は大きな水面では風によって流されてしまい、生育できない場合が多い。多くの場合、抽水性の水草の生育区域で、その茎の隙間の水面に出るか、沈水性や浮葉性の植物が水面に繁茂して、水面の水の流れが滞ったところに出現することが多い。

## 沈水性の水草

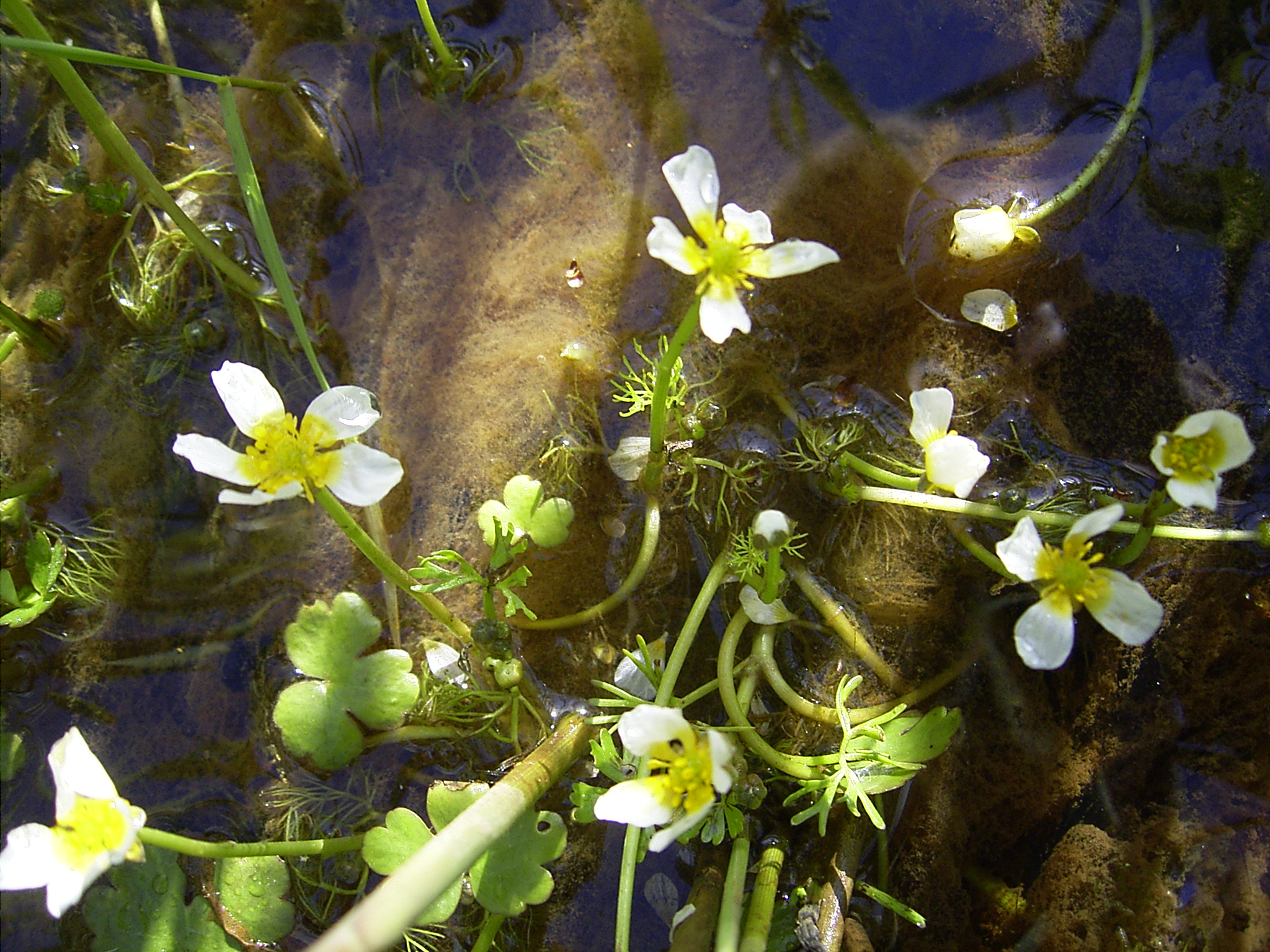
水上葉は陸上の植物の葉のようになっているが、水中葉は水の流れの影響を受けないよう短く細く薄く柔らかくなる。また、水上葉が水につかると水中化といって溶けて水中葉に変化する。その逆は水上化という。

植物体が完全に水中にある沈水性の水草は、それほど多くない。分類群としては、単子葉植物のイバラモ科、ヒルムシロ科など、双子葉植物のマツモ科やアリノトウグサ科など、それほど多くない数の科に集中する。
浮葉性植物などであっても、芽生え頃には、すぐには葉を水面に出せない場合がある。そのため、本来の葉とはやや異なった水中葉を持つ種がある。場合によってはこの水中葉で過ごす時間が長いこともあり、逆に気中葉をあまり出さないものもある。
沈水生植物の場合、根が水底にあると、水面が遠くなってしまう。長い茎に葉をつける形の水草の場合、長く伸びて、水面近くに固まりをなして生育することがよく見られる。根を失い、水中をただよう形になるものもある。
花を水中で咲かせるものはごく少なく、イバラモ科、カワゴケソウ科、マツモ科、アヌビアス・ナナ、バイカモ（開花は水上）などがあるのみである。ほとんどのものは、茎を伸ばして水面か水上に花をつける。花粉が水面に浮かんで散布されるものもある。また、茎を伸ばして水面に花を咲かせるものでは、果実になると茎が縮み、種子を水中に散布するような適応をしたものが見受けられる。カワゴケソウ科の一部の種は茎や根の区別を失い、一部の苔類に見られるような葉状体になっている。

## 浮葉性の水草
根が水底についていて、葉を水面に浮かべる植物で、身近なところではスイレンがよい例である。根を水底にはわせ、長い葉柄を伸ばして葉を水面に出す。またはジュンサイやヒルムシロのように、水底から茎を伸ばし、水面近くで葉を出して水面に浮かべる形のものもある。花は水面に浮かべるものが多い。
代表的なのはスイレンなどを含むスイレン科、アサザなどを含むミツガシワ科、ヒルムシロなどを含むヒルムシロ科などである。

## 浮遊性の植物

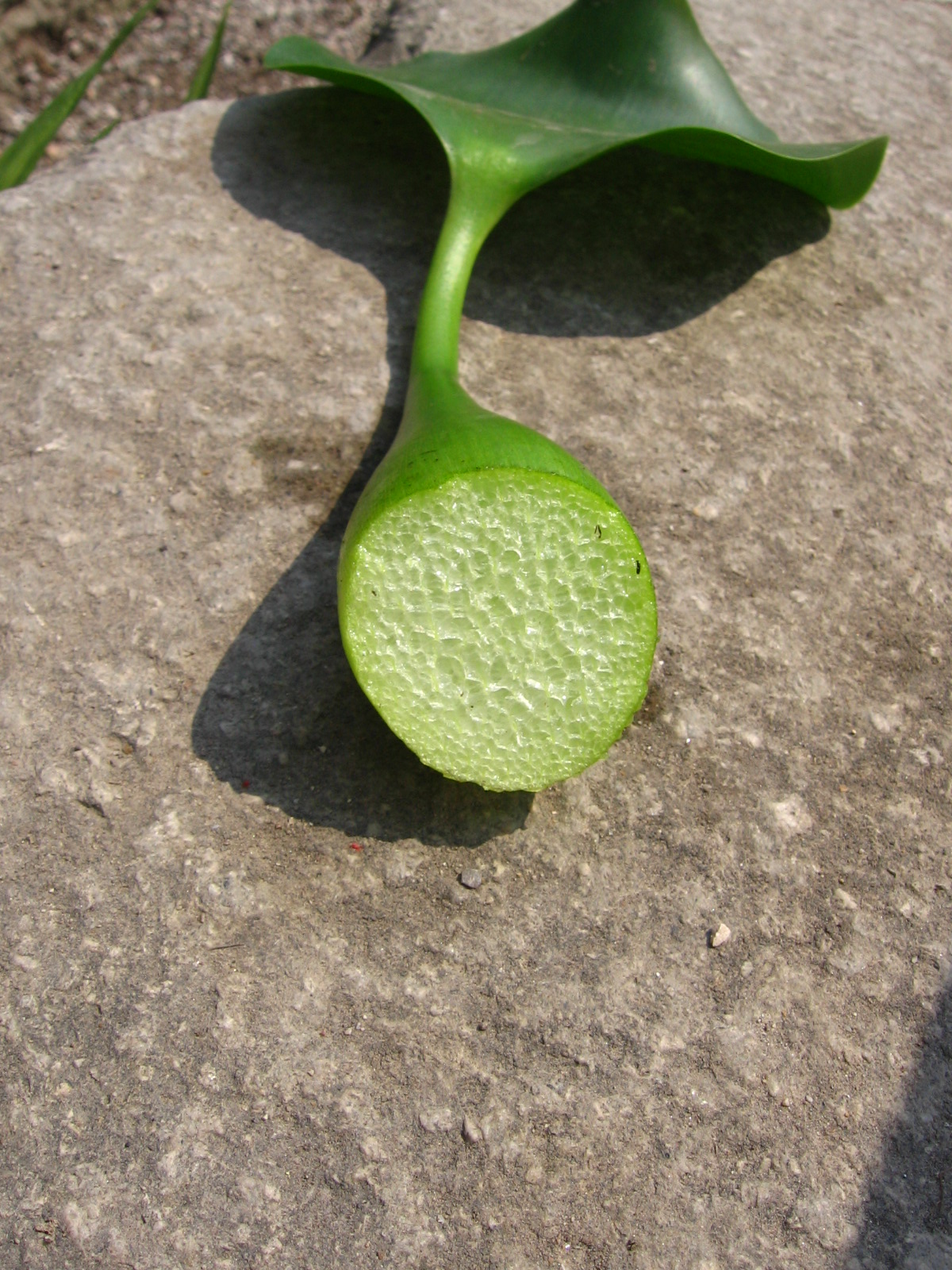
浮漂植物ホテイアオイの葉柄断面

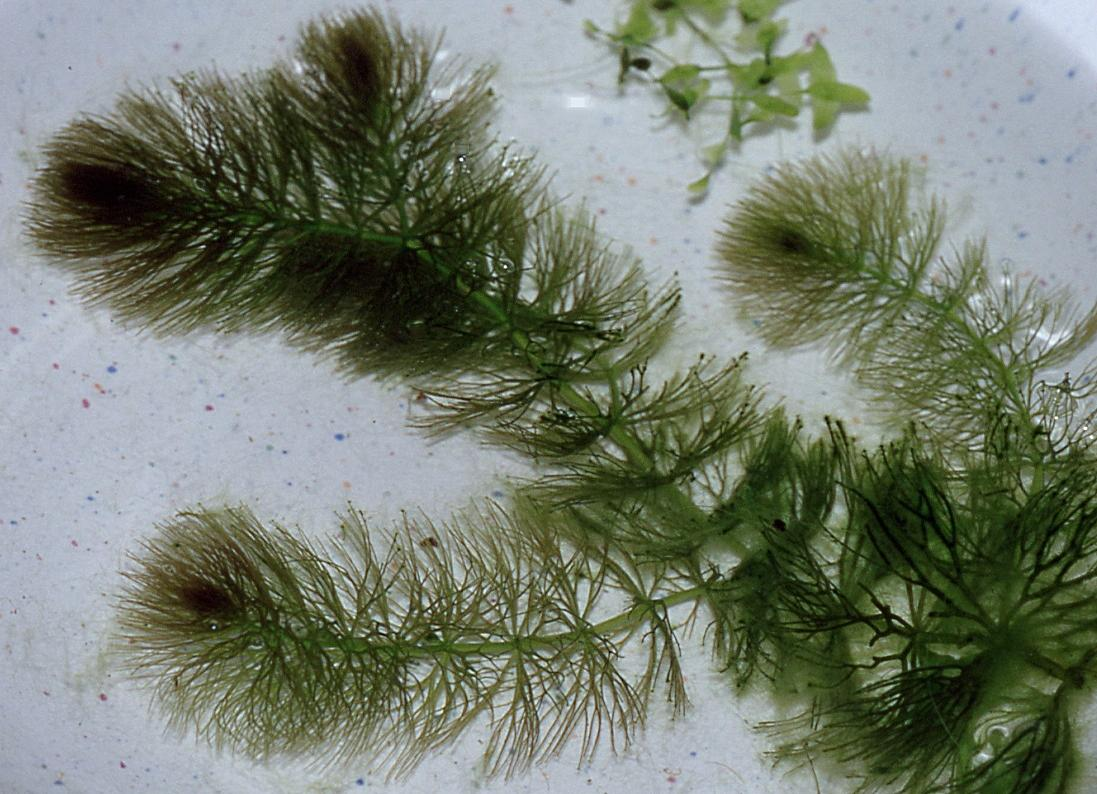
沈水性の浮遊植物セイロンマツモの葉

水面に植物体が浮かんでいて、根が水底についていない植物を浮漂植物と呼ぶ。その種類は限られ、ウキクサ科のもの以外には、ホテイアオイやボタンウキクサ、水生シダ類のアカウキクサ、サンショウモ、コケ植物のイチョウウキゴケなどがあげられる。これらの植物では葉には浮袋があるなど、浮葉性植物以上に水面に出やすい仕組みを持ち、根は水中に下がって、葉とのバランスを取っている。植物体が固定されていないことから、洪水などの際には流される危険が高い。それを補うかのように旺盛な繁殖力を持つ種が多い。植物体全体が水面下を漂う植物は浮遊植物と呼ぶ。

## 抽水性の植物
根が水底にあり、茎や葉を伸ばして水面上に出る植物を抽水植物(あるいは挺水植物とも)という。コウホネ類、スイレン類では浮葉性のものと抽水性のものがあり、はじめは浮葉性で、よく育つと抽水性になるものもある。そのほかハス（昔はスイレン科とされたが系統が全く異なるとされ、現在はハス科とすることが多い）など。カヤツリグサ科やイネ科には抽水性で背の高くなるものがあり、川や池などの水辺を広く覆うことが多い。

## 湿地性の植物
根元が水に浸るところに生育する植物である。水位が上がる時以外はほとんど水に浸からない植物である。根が水面下に入るので、根への通気の仕組みや、呼吸根を持つ種がある。それ以外は陸上の植物とさほど変わらない。ここまで挙げた形の水草に比べると、多くの分類群に例がある。ヌマスギやハンノキなど、樹木にもこれに当たる種がある。

## 人間との関係

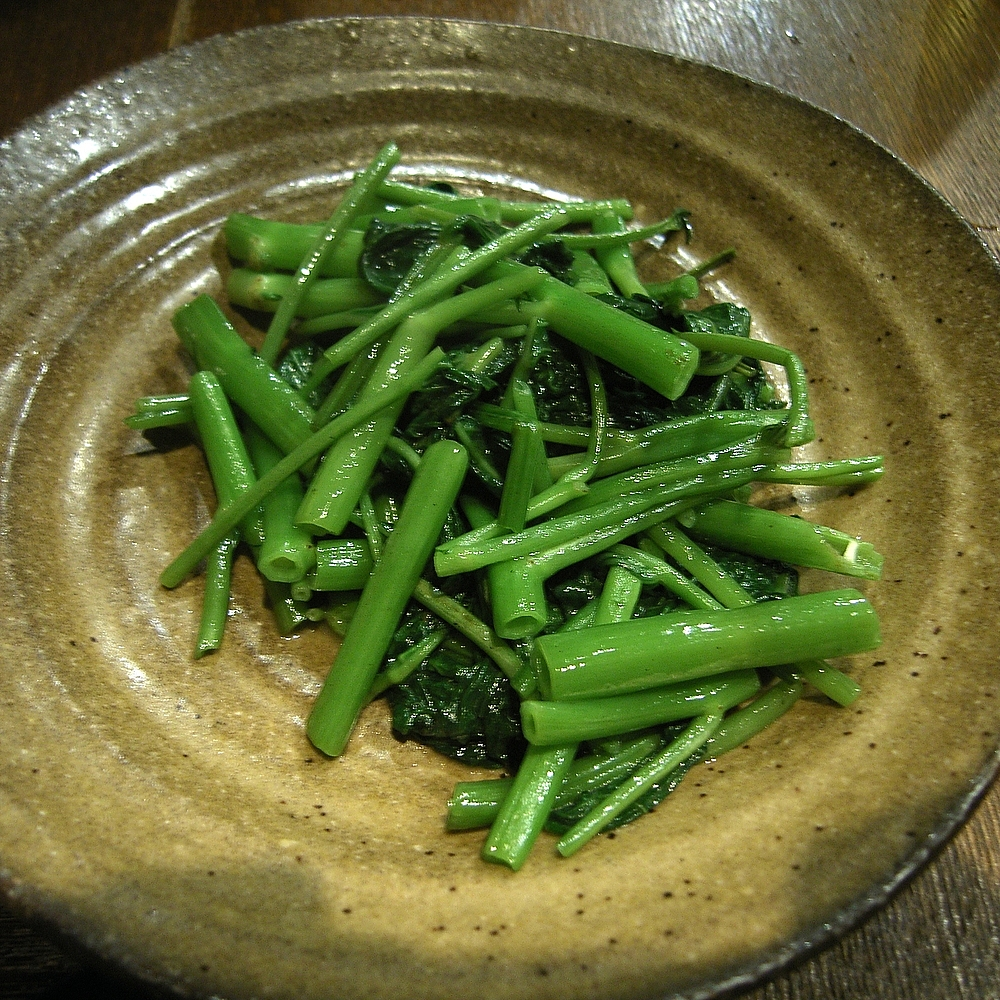
ヨウサイ（空芯菜）の炒め物

### 食用
日本を含む東アジアでは、クワイ（オモダカの改良種）やレンコンやヒシの実、ジュンサイなどを食用とする。東南アジアではシソクサの仲間をハーブとして料理に使用する。

### 観賞用
多くの水草が園芸やアクアリウム用として観賞用に栽培されている。
室内アクアリウムにおける水草水槽では野生下でも沈水性で生育する物以外だけでなく、野生下では浮漂性や抽水性で生活することが多い水草を水中栽培に順化させたり、水中葉にして育成したりしたものも多く使われる。主なものでは、エキノドルスやサジタリアなどオモダカ科、アヌビアスやクリプトコリネなどサトイモ科、ミクロソリウムやボルビディスなど水生シダ、カボンバやキクモ、ロタラ（キカシグサ）やハイグロフィラなどが挙げられる。
園芸用や野外アクアリウムには蓮やスイレンなど浮葉性のもの、サギソウ、アヤメ、カキツバタ、ハナショウブ、イグサ、パピルスといった湿地性・抽水性のものが使われる。
このような水草栽培をビオトープという例も見られるが、本来の意味では誤用である。該当項目を参照されたい。

## 絶滅に瀕する水草
現在、日本産の水草には、絶滅危惧種として取り上げられるものが非常に多い。これには幾つかの理由が考えられる。

### 水回りの環境悪化
一つは、特に平地での水辺環境が近年非常に激しく変わったことが挙げられる。
水田には、水田雑草と呼ばれる一群の植物が生育していた。湿地性の種も、沈水性の種もあった。浮遊性の種は水面を塞いで水温上昇を妨げるので嫌われたこともある。これらの植物が現在では激減しており、除草剤の影響が大きいものと思われる。
また、水田周辺の水路は、圃場整備などによって三面コンクリートに固められ、多くの水中動物と共に、水草の成育環境が失われた。
水田耕作の関係により、日本各地に多数のため池があったが、都市開発などの中で埋め立てられたものが多数ある。また、農業用水の整備で使われなくなった場所では、ため池が放棄され、場合によっては産業廃棄物の不法投棄などに使われている。
同じように生育環境が失われた例として、河川の周辺湿地がある。本来、河川は平野部では次第に流れの位置を変えながら、その周辺に氾濫原である湿地を付属させていた。それらは、農耕の進歩や河川改修などにより、次第に狭められ、あちこちの河川に部分的に残されるような形になっていた。しかし、近年、その残りわずかな地域が、一気になくなる例が増えている。今まで放置されていた河川内部にまで改修が入ることが多くなったためである。
また、都市化などによる下水の増加、農地からの肥料の流入などにより、各地で淡水湖の富栄養化が問題になっている。そのために水質が悪化し、水草が成長できなくなったところもある。比較的大きな湖沼では、深い部分に様々な車軸藻類の生育する部分があることが一部で知られていたが、詳しい調査が行われる前に、消滅してしまうのではないかとの危惧の声さえ出ている。

## 外来性の水草の問題
観賞用に持ち込まれた海外の水草が国内で増殖する例が多い。代表的なのは、ホテイアオイ、ボタンウキクサ、オオカナダモ、コカナダモ、オオフサモなどである。ホテイアオイは世界中の熱帯、亜熱帯で大増殖をして問題になっている。国内では、オオカナダモ、コカナダモが人里近くの、やや汚れた水域で大増殖をするのがよく見かけられる。そのため、本来そのような場所に生育していたクロモやマツモなどの沈水性の水草が生育場所を追われた形で、ほとんど見かけなくなってしまった。水の中は植物の種類も少なく、競争も意外に激しいようで、その減り方は陸生の植物より激しい。にもかかわらず、海外の水草を持ち込み、野外に放棄するものは後を断たない。そのほか、水質浄化用としてホテイアオイを利用する例、アイガモ農法において、雑草だけでは栄養が足らないといって、海外産のアカウキクサを栽培する例などがある。特に後者二つの例などは、環境に配慮しての事と言われるだけに、より広い視点での配慮を求められている。
環境省・農林水産省により2005年6月以降、2種類の外来性の水草が輸入禁止とされた。また、2006年2月にはさらに1種が追加された。詳細は以下。

### 外来生物法に係る水草の輸入規制

#### 日本への輸入が禁止されている水草
2005年6月および2006年2月に施行された外来生物法により、以下の水草は特定外来生物とされ、日本への持込が禁止されている。
- ナガエツルノゲイトウ (Alternanthera philoxeroides)
- ブラジルチドメグサ (Hydrocotyle ranunculoides)
- オオフサモ (Myriophyllum aquaticum)
- ボタンウキクサ (Pistia stratiotes)

#### 日本への輸入が制限されている水草
同様に、以下の水草は未判定外来生物とされ日本への持込が制限されている。
- ヒュドロコティレ・ボナリエンシス (Hydrocotyle bonariensis)
- ヒュドロコティレ・ウンベラータ (Hydrocotyle umbellata)

### 特定外来・未判定外来種に類似した水草の輸入制限について
外来生物法施行以後、特定外来・未判定外来生物の近似種は輸入に際してそれが該当する種そのものでないことを証明することが義務づけられた。
例えばチドメグサ属（Hydrocotyle spp.）は従来なら全て「チドメグサの一種」と申告すれば輸入できたが、現在では特定外来生物のブラジルチドメグサではないことを証明できなければ輸入できない。すなわち、輸入の際に植物防疫所、次いで税関に提出する植物証明書上に「アマゾンチドメグサ」（Hydrocotyle Leucocephala）等の具体的な種類名が記載されていなければならない。なお、貨物が日本に到着してしまっているにもかかわらずどうしても外来生物法の該当種でないことが証明できない場合は、国の指定施設で廃棄処分するか元の輸出国へ自費で送り返すかの二択を迫られる。